# Cuckoo
Cuckoo (hebr. קוקו) – singel izraelskiej piosenkarki Netty, wydany 16 maja 2020 nakładem wytwórni Tedy Productions i BMG. 

## Tło
W wywiadzie Netta powiedziała: «„Cuckoo” jest dla mnie osobistym utworem, ponieważ mówi również o wątpliwościach w związku.» Powiedziała też, że od półtora roku jest w związku z Ilanem Benem Orem; imigrantem z USA. «Mieliśmy ciężkie chwile, ponieważ moje życie nie jest proste. Poznałam Ilana po tym, jak stałam się sławna i nie byłam pewna, czy jego miłość jest szczera. Może z powodu mojej przeszłości zawsze mam wątpliwości, co znajduje odzwierciedlenie w „Cuckoo” [w znaczeniu: w „Kukułce”] – czy naprawdę zasługuję na miłość?».

## Występy na żywo
16 maja 2020 roku Netta wykonała piosenkę podczas Eurowizji: Światło dla Europy. Zastąpił Konkurs Piosenki Eurowizji 2020, który miał odbyć się w Rotterdamie w Holandii, ale został odwołany z powodu pandemii COVID-19.

## Odbiór

### Odbiór krytyczny
Krytyk muzyczny Yossi Khersonsky ocenił ten utwór na 4,5 gwiazdki na 5 (najwięcej spośród utworów Netty).

### Odbiór komercyjny
Utwór dostał się na pierwsze miejsce głównej izraelskiej listy przebojów Media Forest.

## Listy utworów
| Digital download / media strumieniowe | Digital download / media strumieniowe | Digital download / media strumieniowe |
| Nr                                    | Tytuł utworu                          | Długość                               |
| ------------------------------------- | ------------------------------------- | ------------------------------------- |
| 1.                                    | „Cuckoo”                              | 3:13                                  |

## Personel
|  | - Bert Eliott – produkcja, muzyka - J.R. Rotem – produkcja - Krysta Marie Youngs – muzyka - Netta – muzyka, wokal - Chris Gehringer – inżynier dźwięku - Matt Schaeffer – inżynier dźwięku - Nagrane w Tha Aristocrats, Melrose Sound - Opublikowane przez Tedy Productions - Nadav Gesundheit – kierownictwo | - Roy Raz – reżyseria - Vered Samin Schass – produkcja - Shmuel Ben Shalom – dyrektor artystyczny - Gravity Creative Space – postprodukcja - Shahar Amarilio – wydawca - Dekel Oved – design 3D oraz animacje - Vadim Bar Zakharin – kompozycja - Zik lev – kolorystyka - Maude Kloshendler – casting - Yonatan Tal – gaffer - Golan Kaviet – maszynista sceny - Itay Bezaleli – kostiumy - Avi Malka – stylizacja włosów - Eran Israeli, Lital Mijan – makijaż - Litay Marcus, Gigi Komai, Nadav Svirs, Niv Fridman, Pazit Shelf, Yarden Tarkai, Ori Bihonski, Yanai Menin, Sergey Shmayevsky, Izhak & Avi Baron – aktorzy - Londiwe Khoza, Igor Ptashenchuk – tancerze - Darya Frishman – dziecko - Eyal Elisha – zdjęcia - Yonatan Kovach – efekty specjalne - Yael Heim – dźwięk |

## Notowania

### Tygodniowe
| Terytorium | Notowanie    | Pozycja | Źr.                   |
| ---------- | ------------ | ------- | --------------------- |
| Izrael     | Media Forest | 1       | [ potrzebny przypis ] |
| Izrael     | Galgalatz    | 3       | [ potrzebny przypis ] |

## Historia wydania
| Obszar     | Data         | Format                      | Wersja   | Wytwórnia                               | Przypis |
| ---------- | ------------ | --------------------------- | -------- | --------------------------------------- | ------- |
| Cały świat | 16 maja 2020 | MP3                         | oryginał | S-Curve Records                         | [ 6 ]   |
| Cały świat | 16 maja 2020 | digital download, streaming | oryginał | Tedy Productions, BMG Rights Management | [ 7 ]   |